# Долно-Выршило
Долно-Выршило (болг. Долно Вършило) — село в Болгарии. Находится в Пазарджикской области, входит в общину Септември. Население составляет 7 человек.

## Политическая ситуация
Долно-Выршило подчиняется непосредственно общине и не имеет своего кмета.
Кмет (мэр) общины Септември — Томи Спасов Стойчев (независимый), по результатам выборов 2007 года в правление общины.